# Büringer János
Büringer János, Johann Büringer (17. század) tanár.

## Élete
1631. április 14-étől a wittenbergi egyetem hallgatója volt. 1644-47-ben Besztercebányán, Körmöcbányán, majd 1648-tól Eperjesen tanított. 1651-ben Modorba ment városi jegyzőnek, végül 1659-től a pozsonyi evangélikus gimnáziumban volt tanár haláláig.

## Munkái
- Propempticon ad Eliam Thomam gymnasio Posoniensi valedicentem. Posonii (Pozsonyban), 1669
- Nomenclator germanico-latinus. Ugyanott, 1670